# Mario Vignola
Mario Vignola (Eboli, 2 gennaio 1927 – Eboli, 5 agosto 2017) è stato un politico italiano.

## Biografia
Nato a Eboli il 2 gennaio 1927 frequentò il liceo classico della sua città, allievo di Antonio Cestaro e Vincenzo Maioli; come presidente del comitato studentesco organizzò uno sciopero al momento, in cui, a Roma, fu costretto alle dimissioni il governo di Ferruccio Parri. Organizzatore del comizio di Sandro Pertini ad Eboli nell'immediato dopoguerra, la sua formazione politica di base maturò con uomini quali Nenni, De Martino, Lombardi, Pertini.